# مقبرة كار نيف

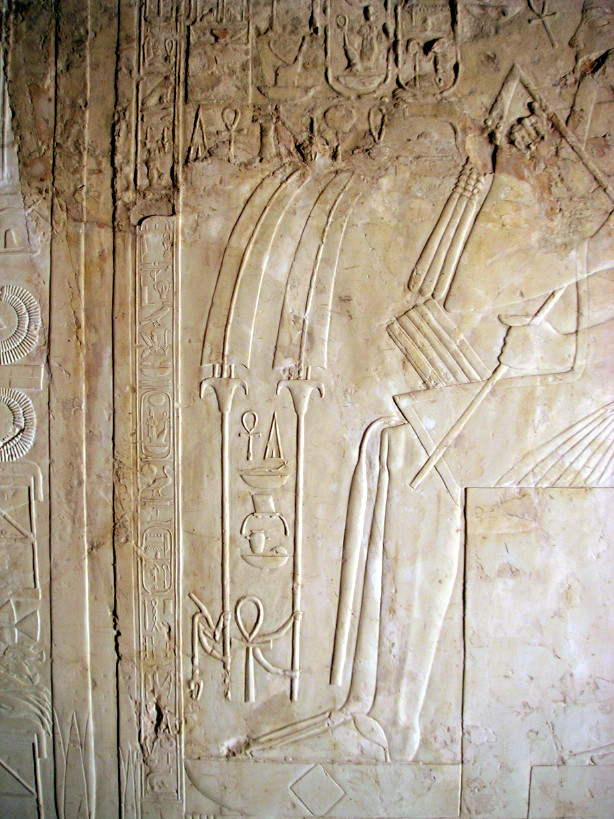
منحونة من قبر كار نيف، من السلالة الثامنة عشر.

مقبرة كار نيف، (بالإنجليزية: Kheruef)‏. تحمل الرمز العالمي (TT192). تقع في شرم العساسيف، في طيبة في مصر، في عهد أمنحتب الثالث. زوجتة الملكية تدعى تيي، وقبرها في العساسيف وهي جزء من مقبرة طيبة.